# Streptococcus mitis
Lo Streptococcus mitis è una specie di batterio Gram-positivo, mesofilo, alfa-emolitico del genere Streptococcus. Questi batteri sono anaerobi facoltativi, costituiti da cocchi (cellule rotonde) non mobili e non sporigeni, catalasi negativi. È un commensale che abita comunemente la bocca, la gola e le vie respiratorie superiori dell'uomo, come parte del microbiota orale. È clinicamente rilevante per l'uomo, poiché in determinate condizioni può causare infezioni opportunistiche, come l'endocardite infettiva..